# Erik Johannessen (calciatore 1952)
Erik Hjorth Johannessen (Stavanger, 20 marzo 1952) è un ex calciatore norvegese, di ruolo portiere.

## Carriera

### Club
Johannessen giocò per il Viking dal 1971 al 1983, collezionando complessivamente 501 presenze (amichevoli incluse). In questo periodo, vinse sei campionati (1972, 1973, 1974, 1975, 1979 e 1982) e una Norgesmesterskapet (1979).

### Nazionale
Conta 6 presenze per la Norvegia. Esordì il 15 maggio 1975, nella vittoria per 3-5 contro la Finlandia, a Helsinki.

## Palmarès

### Club

#### Competizioni nazionali
- Campionato norvegese: 6

Viking: 1972, 1973, 1974, 1975, 1979, 1982
- Coppa di Norvegia: 1

Viking: 1979